# リングフェンス
リングフェンスまたはリングフェンシングとは、ビジネスや金融において、企業の資産や利益の一部を、必ずしも独立した事業体として運営することなく、財務的に分離することをいう。
これは、以下のような理由が考えられる。
- 規制上の理由
- 資金調達に関する資産保護スキームの構築
- 課税目的による別々の収入源への分離

## 資産保護
アメリカの資産保護(Asset protection)の取り決めでは、特定の資産と負債を企業集団の別会社に分離することでリングフェンスを採用できる。

## 税法上の分離
イギリスでは、リングフェンスの利益は、イギリスおよびイギリスの大陸棚における石油採掘活動または石油利権からの収入と利益から生じ、高い税率の法人税が課される。
この石油財政制度(Petroleum fiscal regime)は他の国でも見られる。

## 規制の分離
融資や債券の場合、リングフェンスは一般に、投資家が所有する特定の資産（電力会社が所有する風力発電所など）へのリンクと、電力会社の貸借対照表の完全な信用サポートを享受できるようにする。
リングフェンスの一般的な形態の1つは、規制対象の公益事業が、規制対象外の事業に従事する親会社から財政的に分離する場合である。 これは主に、電力、水道、基本的な電気通信などの重要なサービスの消費者を、公開市場活動による損失がもたらす親会社の財政不安や倒産から守るために行われる。
また、公益事業における顧客情報を、親会社の他の事業の営利目的から守るためのリングフェンスも設置されている。
エンロン社は1997年にオレゴン州のポートランド ゼネラル エレクトリック社(PGE)を買収したが、買収完了前にオレゴン州によって地元の発電事業者にリングフェンスが行われた。
これにより、エンロンが巨額の会計不祥事を起こして倒産した際にも、PGEの資産とその消費者を守ることができた。
このような例は、アメリカの他の州でも見られた。
2008年の金融危機以降、英国の大手銀行は、預金者保護を強化するため、2013年の金融サービス（銀行改革）法により、小売事業をリングフェンスすることが義務付けられた。
リングフェンス要件は、2019年1月1日に発効した。
英国の銀行のリングフェンス要件では、このような小売事業は、各銀行グループの中で、独立した事業体やサブグループを通じて運営されることが要求されている。
英国健全性規制庁(Prudential Regulation Authority)は、リングフェンスの主管官庁であり、リングフェンシング法の適用範囲に入る銀行を特定し、銀行の規則実施を監督する責任を負っている。